# Shuotherium
Shuotherium (лат.) — род вымерших млекопитающих из отряда Shuotheridia, найденных в отложениях юрского периода.

## Описание
Голотип вида Shuotherium dongi представляет собой часть нижней челюсти с семью зубами, как премолярами, так и молярами, из которых два зуба сохранились не полностью. Остальные виды представлены лишь в виде отдельных моляров.
Как и большинство других мезозойских млекопитающих, внешне Shuotherium был схож с землеройкой. Это было маленькое хищное (насекомоядное) существо с длиной черепа около 10 миллиметров, ведущее, вероятно, ночной образ жизни.

## Систематика
Положение рода очень дискуссионно. Учёные, описавшие типовой вид Shuotherium dongi, сам род, семейство Shuotheriidae и отряд Shuotheridia, отнесли последний к териям, потом, исходя из треугольной формы зубов, род переместили в группу трёхбугорчатых (Trituberculata), затем — в отряд симметродонтов. Исследование 2004 года сопоставило Shuotherium и кладу Australosphenida, куда относят однопроходных.
На август 2019 год отряд Shuotheridia включают в подкласс Apotheria, примитивную радиацию млекопитающих.

### Классификация
В род включают 3 вымерших вида:
- Shuotherium dongi Chow & Rich, 1982typus — оксфордский век Сычуаня (Китай)[6]
- Shuotherium kermacki Sigogneau-Russel, 1998 — батский век Южной Англии (Великобритания)[7]
- Shuotherium shilongi Wang, Clemes, Hu & Li, 1998 — оксфордский век Сычуаня (Китай)[6]

Обнаружение ещё 1—2 видов на данный момент не подтверждено и является предметом дискуссии.